# Karl Agricola
Karl Agricola (ur. 18 października 1779 w Säckingen, zm. 15 maja 1852 w Wiedniu) – austriacki malarz miniatur, grafik uprawiający miedzioryt.

## Życiorys
Po ukończeniu studiów w Karlsruhe, w latach 1793–98 studiował w Akademii Sztuk Pięknych w Wiedniu u Heinricha Friedricha Fügera. 
Po studiach osiadł w Wiedniu i pracował jako grafik, tworząc miedzioryty i sztychy z kopiami prac klasycznych m.in. Rafaela, Elsheimera, Parmigianino, Holbeina, Poussina czy Carracciego. Malował jednak głównie miniatury, rzadziej portrety, stosował również akwarele. 
Jego miniatury były cenione zarówno na dworze cesarskich jak i wśród szlachty i mieszczaństwa wiedeńskiego. Szczególnie udanymi miniaturami Agricoli były portret cara Aleksandra I i dziecięcy portret Herzoga von Reichstadt Napoleona II Bonapartego (kopia pracy Eugène'a Isabey'ego.    
Od 1836 roku członek wiedeńskiej Akademii Sztuk Pięknych. 

## Upamiętnienie
W 1936 roku imieniem Agricoli nazwano ulicę w szesnastej dzielnicy Wiednia – Ottakring – Agricolagasse.